# Adam Nabinger
Adam Nabinger (* 4. April 1820 in Albessen; † 26. März 1907 in Kusel) war ein bayerischer Beamter.

## Leben
Nabinger hatte im Jahr 1866 als Bauamtmann in Rosenheim die Aufsicht über den Neubau der Knabenschule („Königschule“) an der Königstraße (früher Bahnhofstraße).
Ab 1885 war er königlich bayerischer Baurat und leitete in Rosenheim das Straßen- und Flussbauamt. Bei seiner Versetzung in den dauerhaften Ruhestand im Jahr 1890 wurde ihm in Anerkennung seiner Verdienste der Verdienstorden vom Heiligen Michael 4. Klasse verliehen.

## Veröffentlichungen
- Beschreibung des Innflusses im Bauamtsbezirk Rosenheim. In: Das bayerische Inn-Oberland. Band 39, 1975, S. 5–52.